# 데일리홍콩
《데일리홍콩》(DailyHongKong)은 대한민국의 인터넷 신문으로 홍콩관련 뉴스를 한글로 전하는 온라인 뉴스 커뮤니티 포털이다.